# Тітурель
Тітурель (нім. Titurel) — фрагментарний середньоверхньонімецький лицарський роман, написаний Вольфрамом фон Ешенбахом після 1217 року (наявна згадка про смерть ландграфа Тюрингії Германа I). Вцілілі фрагменти вказують на те, що цей твір мав слугувати приквелом Вольфрамовому «Парцифалю» (сам «Парцифаль» — це адаптація незакінченого лицарського роману «Персеваль, або Повість про Грааль» Кретьєна де Труа) й додатково інформувати про персонажів та про Святий Грааль (у Вольфрамовій інтерпретації це коштовний камінь).
«Тітурель» складається з двох фрагментів. Перший фрагмент розповідає про те, як зароджується любов дофіна Шіонатуландера й Сігуни — онуки Тітуреля та кузини Парціфаля. У другому фрагменті зображено лісову ідилію двох закоханих. Її перериває мисливський пес із повідком, на якому написана розповідь. Сігуна хоче дочитати цю розповідь до кінця, але пес виривається з рук і втікає. Вона обіцяє Шіонатуландеру свою любов як винагороду за повернення повідка. Як відомо з «Парцифаля», Шіонатуландера вбивають у спробі відшукати собаку, а Сігуна плаче за своїм мертвим коханим саме тоді, коли її зустрічає Парціфаль.
Згодом «Тітуреля» дописав і доповнив поет Альбрехт фон Шарфенберг і дав твору нову назву — «Юний Тітурель» (нім. Jüngere Titurel — досл. «Молодший Тітурель»).

## Датування та назва
«Тітурель» — остання праця Вольфрама фон Ешенбаха. Твір написаний після «Парціфаля» (1210 рік), хоча й розповідає про події, які йому передують. У 84-й строфі поеми наявна згадка про смерть Германа I, ландграфа Тюрингії (1217), тому твір часто датують 1217—1220 роками.
Деякі літературознавці стверджують, що поема мала б називатися «Шіонатуландер і Сігуна» (нім. Schionatulander und Sigune). Зокрема, Карл Зімрок, німецький перекладач творів Вольфрама фон Ешенбаха, аргументував, що ім'я Тітурель у назві твору — випадковість, адже навіть сам автор оголошує Шіонатуландера «господарем пригод». Натомість російський перекладач Володимир Микушевич вважає, що назва «Тітурель» цілком виправдана. Тітурель (лат. Titulus — «провісник») — перший вибранець Грааля, тому саме він безпосередньо бере участь у трагічній долі своїх нащадків.

## Рукописи
Вольфрамів «Тітурель» дійшов до нас у трьох рукописах:
- Манускрипт G Баварської державної бібліотеки Мюнхена датується серединою XIII століття й містить 130 строф поеми[11].
- Манускрипт H (його також називають «Амбразьська книга героїв») з Австрійської національної бібліотеки Відня. Створений між 1504—1516 рр. Містить 68 строф «Тітуреля»[12].
- Манускрипт M Бібліотеки Мюнхенського університету зберігся найгірше та містить 46 строф поеми[13].

Манускрипти H та M мають 11 додаткових строф, яких немає в Манускрипті G. Сьогодні вважається, що Манускрипт G та H репрезентують дві різні традиції, тоді як Манускрипт M займає перехідне положення.

## Сюжет

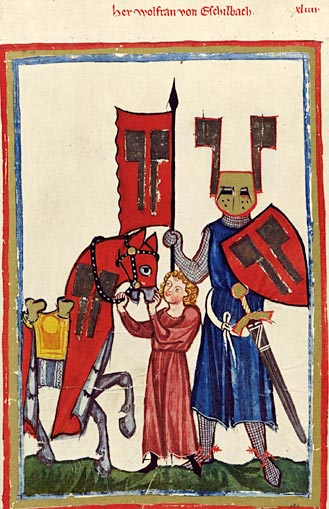
Вольфрам фон Ешенбах

### Фрагмент I
Фрімутель, син Тітуреля, отримує у спадок від батька Святий Грааль та зберігає його в Монсальвеші. У нього п'ятеро дітей: два сини — Анфортас та Треврецент і три доньки — Шуазіана, Герцелейда та Уррепанс де Шуа.
Вийшовши заміж за герцога Кіота, Шуазіана народжує доньку й під час пологів помирає. Кіот побивається за дружиною й відрікається від лицарства. Новонароджену дитину, Сігуну, бере до себе на виховання Тампунтейр, брат Кіота, де вона разом із дядьковою донькою Кондвірамур (майбутньою дружиною Парціфаля) проводить свої перші дитячі роки. Сігунина рідна тітка Герцелейда вінчається з Кастісом, який після весілля раптово помирає. Таким чином, вона стає володаркою двох королівств — Монсельвашу та Кінгрівалю. Згодом Герцелейда виходить заміж за Гамурета, правителя Анжу.
Минає п'ять років. Помирає Тампунтейр. Сігуні доводиться розлучитися зі своєю подругою Кондвірамур і перейти під опіку Герцелейди. Гамурет же бере на виховання свого племінника Шіонатуландера — французького дофіна. Сігуна та Шіонатуландер закохуються одне в одного. Але щоб заволодіти Сігуною, спадкоємицею Грааля, Шіонатуландер спершу має відзначитися на полі бою і таким чином довести, що він вартий принцеси. Разом із Гамуретом він вирушає походом на Схід.

### Фрагмент II
Шіонатуландер та Сігуна напинають шатро посеред лісової галявини, але їхній спокій порушує гавкіт — на галявину раптово вискакує мисливський собака. Шіонатуландер ловить і приводить його Сігуні. Захопившись повідком, вкритим рубінами, й зауваживши, що вони утворюють букви та слова, Сігуна починає читати й дізнається, що собаку звати Гардевіас (Gardevias — «Хранитель шляху»). На повідку також викладено розповідь про трагічну долю двох закоханих, які викликають у Сігуни співчуття. Але вона не встигає дочитати історію до кінця, пес виривається з її рук і втікає. Шіонатуландер пробує знову спіймати тварину, проте зазнає невдачі. Сігуна заявляє, що подарує Шіонатуландеру свою любов тільки тоді, коли він піде на пошуки пса і поверне їй цей поводок.

### Дальші події в «Парціфалі»
У «Парцифалі» описано трагічну долю Шіонатуландера. Намагаючись заволодіти Гардевіасом, Шіонатуландер гине на турнірі. Його перемагає лицар на ймення Оріл. Коли Сігуна біля лип оплакує смерть свого коханого, надходить юний Парціфаль і дізнається від неї про своє лицарське походження та своє справжнє ім'я. Мати виховувала його змалку як простолюдця, щоб ніколи не дізнався про лицарів та лицарство й не закінчив своє життя так трагічно, як його батько.

## Персонажі
| Тітурель — перший вибранець Грааля, родоначальник династії; Фрімутель, Анфортас, Тревріцент — Фрімутелеві сини; Шуазіана — Тітурелева донька, дружина Кіота, матір Сігуни; Герцелейда — донька Фрімутеля, дружина Гамурета, матір Парцифаля. Уррепанс де Шуа — донька Фрімутеля; Кіот — герцог Кателангена, чоловік Шуазіани, батько Сігуни; Тампунтейр — герцог, Кіотів брат, батько Кондвірамур; Сігуна — донька Шуазіани та Кіота; | Кондвірамур — донька Тампунтейра, майбутня дружина Парціфаля; Кастіс — перший Герцелейдин чоловік, який раптово помирає після весілля; Гамурет — володар Анжу, другий чоловік Герцелейди, батько Парціфаля; Белакана — темношкіра царівна, перша дружина Гамурета; Анфліза — королева Франції; Гурнеманц — колишній володар Грааля, дід Шіонатуландера; Екунат — Шіонатуландерів дядько; Шіонатуландер — онук Гурнеманца, дофін Грагарца; |

## Форма строфи
«Тітурель» містить 170 строф. Твір має унікальну метричну форму, яку винайшов автор. Чотирирядкова строфа (аавв) має такий вигляд:
1. 8 наголосів з цезурою після 4-го наголосу (4+4).
2. 10 наголосів з цезурою після 4-го наголосу (4+6).
3. 6 наголосів без цезури (6).
4. 10 наголосів з цезурою після 4-го наголосу (4+6)[19].

Кожний рядок закінчується жіночою римою.

## Сприйняття

### «Юний Тітурель»
Альбрехт фон Шарфенберг написав продовження «Тітуреля» близько 1272 року та назвав його «Юний Тітурель». Він поєднав фрагменти у суцільну розповідь та розширив її до 6300 віршів. Таким чином поема набрала форми закінченого твору. Тривалий час працю приписували самому Ешенбаху, адже Альбрехт запозичив не тільки ім'я поета, але й тематику твору, словниковий запас, стиль та манеру оповіді.
Одинадцять уцілілих рукописів та сорок шість фрагментів свідчать про велику популярність «Юного Тітуреля». Поема вважалася Вольфрамовим шедевром аж до 1829 року, коли німецький філолог-класик Карл Лахман висміяв її літературні якості й висловив сумнів у тому, що Вольфрам міг написати настільки «нудний, неживий та манірний» твір.

### Переклади
Перші переклади сучасною німецькою літературною мовою почали з'являтись у XIX столітті, в часи німецького романтизму. У 1814 році Вольфрамового «Тітуреля» вперше переказав Йоган Густав Готліб Бюшинг (нім. Johann Gustav Gottlieb Büsching). 1842 року опубліковано переклад під назвою «Парцифаль і Тітурель» (нім. Parzival und Titurel) Карла Зімрока (нім. Karl Simrock).

## Додаткова література німецькою мовою
- Wolfram von Eschenbach: Titurel. Text — Übersetzung — Stellenkommentar. De Gruyter, Berlin/ New York 2003, ISBN 3-11-016971-1.
- Wolfram von Eschenbach: Titurel. Mit der gesamten Parallelübersetzung des Jüngeren Titurel. Niemeyer, Tübingen 2006, ISBN 3-484-64028-6.
- Joachim Heinzle: Wolframs Titurel. Stellenkommentar. Niemeyer, Tübingen 1972, ISBN 3-484-15025-4.
- Horst Brunner: Geschichte der deutschen Literatur des Mittelalters und der Frühen Neuzeit. Reclam (Nr. 17680), Stuttgart 2010, ISBN 978-3-15-017680-1.
- Burghart Wachinger: Verfasserlexikon. Deutschsprachige Literatur des Mittelalters. Studienauswahl. De Gruyter, Berlin 2000, ISBN 3-11-016911-8.
- Max Wehrli: Wolframs >Titurel<. Westdeutscher Verlag, Opladen 1974, ISBN 3-531-07194-7.
- Kurt Gärtner, Joachim Heinzle: Studien zu Wolfram von Eschenbach. Niemeyer, Tübingen 1989, ISBN 3-484-10627-1.
- Joachim Bumke: Die Wolfram von Eschenbach Forschung seit 1945. Bericht und Bibliographie. Wilhelm Fink, München 1970.
- Werner Schröder: Wolfram-Studien I. Schmidt, Berlin 1970, ISBN 3-503-00478-5, S. 219—239.
- Werner Schröder: Wolfram-Studien IV. Schmidt, Berlin 1977, ISBN 3-503-01239-7, S. 25–47.
- Werner Schröder: Wolfram-Studien VI. Schmidt, Berlin 1980, ISBN 3-503-01646-5, S. 123—151.
- Rüdiger Krüger: Studien zur Rezeption des sogenannten «Jüngeren Titurel». helfant edition, Stuttgart 1986, ISBN 3-925184-30-9 (zugl. Dissertation, Universität Stuttgart 1985).
- Andrea Lorenz: Der Jüngere Titurel als Wolfram-Fortsetzung. Eine Reise zum Mittelpunkt des Werkes. Lang, Frankfurt/M. 2002, ISBN 3-906767-40-X.
- Thomas Neukirchen: Die ganze «aventure» und ihre «lere». Der «Jüngere Titurel» Albrechts als Kritik und Vervollkommnung des «Parzival» Wolfram von Eschenbachs. Winter, Heidelberg 2006, ISBN 3-8253-5231-5.
- Thomas Neukirchen: ‚Titurel‘. 1. Der Stoff. 2. Perspektiven der Interpretation. 3. Bibliographie zum ‚Jüngeren Titurel‘ 1807—2009. In: Joachim Heinzle (Hg.): Wolfram von Eschenbach. Ein Handbuch. Studienausgabe. Berlin 2011, S. 446—475, 502—522, 1307—1346, ISBN 978-3110349160
- Hans-Henning Rausch: Methoden und Bedeutung naturkundlicher Rezeption und Kompilation im «Jüngeren Titurel». (= Mikrokosmos: Beiträge zur Literaturwissenschaft und Bedeutungsforschung" Band 2), Peter Lang Verlag, Frankfurt a. Main 1977, ISBN 3-261-01732-5.